# Coquillettidia variegata
Coquillettidia variegata är en tvåvingeart som först beskrevs av Nikolas Vladimir Dobrotworsky 1962.  Coquillettidia variegata ingår i släktet Coquillettidia och familjen stickmyggor. Inga underarter finns listade i Catalogue of Life.